# Ghost in the Shell: Stand Alone Complex
Pour les articles homonymes, voir Ghost in the Shell (homonymie).
Autre
Ghost in the Shell: Stand Alone Complex (攻殻機動隊 Stand Alone Complex, Kōkaku Kidōtai : Stand Alone Complex) au Japon, est une série d'animation japonaise en deux saisons de 26 épisodes chacune plus une OVA (Ghost in the Shell: SAC Solid State Society), basée sur le manga Ghost in the Shell créé par Masamune Shirow.
La première saison est ensuite adaptée en OVA sous le titre The Laughing Man (2005) et la seconde sous le titre Individual Eleven (2006). Une adaptation en manga est publiée depuis 2009 dans le magazine Monthly Young Magazine de l'éditeur Kōdansha, et éditée en France par Glénat depuis 2013.

## Présentation
La production de cette série télévisée a été confiée au studio Production I.G et a été réalisée par Kenji Kamiyama. Masamune Shirow, créateur originel de l'univers de Ghost in the Shell, a fourni l'idée originale de la série ce qui donne une cohérence d'autant plus forte entre cette série, les manga et les longs métrages cinéma.
Les épisodes qualifiés de Stand Alone peuvent être visualisés de façon indépendante. Les épisodes qualifiés de Complex correspondent à l'intrigue du Rieur et se suivent. Le type de chaque épisode est indiqué par une estampille apparaissant en même temps que le titre de l'épisode : A Stand alone episode ou bien Complex.
Une série de courts anime a également été réalisée en parallèle de la série, Ghost in the Shell: Tachikoma Days, mettant en scène les Tachikoma (タチコマ), évolution moderne des Liste des personnages de Ghost in the Shell#Fuchikoma (Fuchikoma, フチコマ) du manga originel. Ces animes sont associés à chacun des épisodes de la série. Ils développent quelques points du scénario des épisodes qu'ils accompagnent sous forme humoristique.
Alors que la première saison diffusée en 2003 fut coécrite par de nombreux scénaristes sous la direction de Mamoru Oshii et en coopération avec Masamune Shirow, la seconde saison intitulée Ghost in the Shell : SAC 2nd GIG, diffusée initialement au Japon dès janvier 2004, est supervisée par Kenji Kamiyama.
La trame plus violente de cette seconde saison est explicitée par le réalisateur qui exprime l'idée que le monde a changé avec les attentats du 11 septembre 2001. Ses réflexions sur l'état du monde, discutées avec Mamoru Oshii, l'ont amené à une vision plus sombre de la série et du XXIe siècle.
Kenji Kamiyama est également à l'origine du terme Stand Alone Complex au cœur de la série.
Le 1er septembre 2006, une OVA faisant office de troisième partie a été diffusée au Japon : Ghost in the Shell: SAC Solid State Society. L'action se déroule 2 ans après la fin de la précédente saison et voit la Section 9 aux prises avec un puissant hacker.
En France la série était distribuée par Beez Entertainment. La première saison a été diffusée pour la première fois sur MCM en janvier 2005, et la deuxième saison sur Europe 2 TV en octobre 2006. Elle est depuis distribuée par l'éditeur franco-britannique All the anime sous son label @anime.

## Histoire

### Saison 1
« C'est une époque où toutes les consciences ont été converties en photons et électrons dans un unique complexe. Seuls les individus indépendants du système n'ont pas été convertis. »
La série se déroule en 2030 dans une ville de Niihama-shi (新浜市, , ville du nouveau port), nouvelle capitale du Japon dans un monde qui a connu une Troisième Guerre mondiale nucléaire et une quatrième conventionnelle. Elle raconte l'histoire d'une brigade d'intervention spéciale appelée Section 9 de la Sécurité Publique (公安九課), ou plus simplement la "Section 9" (九課). GitS : SAC met en scène les exploits des agents de la Section 9, qui sont issus de l'armée (Batô) ou de la police (Togusa), et la façon dont les événements les affectent alors qu'ils tentent de résoudre chaque cas, ce qui finira par les conduire au personnage mystérieux appelé The Laughing Man (Le Rieur) par les médias.
La section 9 de la sécurité publique est une unité d'élite de sécurité intérieure chargée de prévenir les actes criminels et terroristes liés à la technologie. Ses principales missions sont les enquêtes sur les cyber-crimes importants (infiltration, prise de contrôle de cyber-cerveaux ; cyber-terrorisme), sur les scandales qui touchent des membres du gouvernement et aussi sur des cas de meurtres commis par des personnalités. De temps à autre, la Section 9 assure également la protection de dignitaires nationaux et étrangers.
Les personnages de la série sont les mêmes que ceux du manga, cependant l'histoire en est différente (si l'on se réfère à la scène finale de la deuxième saison qui ressemble fortement à la scène d'ouverture du manga, on peut en déduire que l'histoire de la série animée se déroule avant le manga). Dans la série, le major Motoko Kusanagi (草薙素子, Kusanagi Motoko), n'a pas encore rencontré la forme de vie intelligente née du réseau appelée Marionnettiste (人形使い, , Puppet Master), ou Projet 2501. Cette rencontre est décrite dans le premier film Ghost in the Shell réalisé par Mamoru Oshii.
La série est émaillée de nombreuses références littéraires depuis Des fleurs pour Algernon dont un des épisodes s'inspire directement, en passant par Infinite Jest de David Foster Wallace, L'Attrape-cœurs de J. D. Salinger qui est cité de manière récurrente et plus généralement l'univers du Neuromancien de William Gibson à l'origine du concept de cyberespace.
L'épisode 3 "SA: Androïde, mon amour" possède une intrigue s'articulant autour du film "A bout de souffle" de Jean-Luc Godard. Outre le fait que le robot Jerry possède la même coupe que Patricia, elle et MacLachlan échangeront plusieurs répliques issues du film. L'œuvre sera d'ailleurs visionnée par Togusa à la fin de l'épisode. On peut aussi apercevoir le nom du film sur une galette de cinéma ainsi que celui d'un autre film de Godard, Alphaville, lors de la perquisition chez MacLachlan.
L'affaire du Rieur est inspiré de l'Affaire Glico-Morinaga et des scandales financiers des années 1980 au Japon.
L'intrigue est articulée sur le concept du double et l'existence de nombreux imitateurs en référence à la théorie mémétique (un des épisodes de la saison 1 s'intitule d'ailleurs en anglais mème) et aux Copycats.

### Saison 2:2nd GIG
Alors que dans la première saison l'intrigue principale tourne autour du Rieur, la seconde traite d'un univers policé plus sombre et du problème d'intégration des réfugiés installés à Dejima et dans quatre autres quartiers au Japon, confrontés aux autochtones qui ne veulent plus que leur gouvernement leur fournisse d'aide financière et à l'utilisation de ce conflit à des fins politiques.

## Technologie
Stand Alone Complex anticipe un futur crédible par la projection de tendances actuelles.
De toutes les technologies futuristes de la série, le cyber-cerveau ou les technologies d'amélioration neurologique par ordinateur sont les plus présentes et convaincantes. Il s'agit essentiellement de l'implantation d'ordinateurs puissants directement dans le cerveau, permettant ainsi d'augmenter fortement certaines capacités mentales comme la mémoire. Couplée à un accès instantané au réseau d'informations, cette technologie est décrite comme fondamentale et totalement intégrée dans la future société japonaise. Les communications sans fil déclenchées simplement par la pensée, les capacités d'indexation mémorielles gigantesques ainsi que la numérisation et chiffrement des médias écrits sur un simple coup d'œil sont quelques-unes des applications dérivées de cette technologie. Le studio a accordé une attention particulière à la création d'interfaces homme-machine crédibles et compréhensibles pour mettre en scène de telles technologies. Les dangers et défauts de ces technologies sont également décrits au travers du syndrome de coquille fermée (une forme d'autisme des cyber-cerveaux) ou de la sclérose des cyber-cerveaux.
Les microsystèmes électromécaniques et leur applications médicales et moins bénignes apparaissent aussi fortement dans le futur décrit dans la série. Dans le fictif futur de 2030, cette technologie et ses applications sont toujours considérées comme étant expérimentales, seulement atteignant les premiers stages d'usage pratique.
Une importante avancée technologique dans la série est le camouflage thermo-optique. Les membres de la section 9 ainsi que leurs Tachikomas ont la capacité d'activer une technologie de camouflage spéciale leur permettant de se fondre avec leur environnement, les rendant presque invisible à l'œil humain. C'est un système furtif actif qui projette les conditions du côté opposé, rendant ainsi l'objet masqué transparent par transmission. Le système est montré comme étant imparfait, puisqu'il semble incapable de compenser des changements soudains ainsi que des impacts physiques, et qu'il reste visible quand vu à proximité. Une légère distorsion translucide marque les limitations de cette technologie. Dans le registre légal de la série, utiliser cette technologie sans un mandat est fortement prohibé. L'utilisation de cette technologie par la Section 9 est une exception, non une norme - Soulignant de plus leur extraordinaire statut légal. Actuellement, le camouflage optique est déjà en recherche par l'université de Tokyo.

## Ghost in the Shellet Salinger

Le logo du « rieur »

Ghost in the Shell : Stand Alone Complex comporte de nombreuses références à l'univers de J. D. Salinger, notamment à son roman L'Attrape-cœurs qui devient le livre de chevet d'un des enquêteurs, le Rieur, dont le nom original The Laughing Man est lui-même le titre d'une nouvelle de Salinger inspirée de L'Homme qui rit).
Dans l'épisode 11, dont l'environnement général et certains personnages sont calqués sur Vol au-dessus d'un nid de coucou, plusieurs allusions au livre sont présentes, taggées sur un gant de baseball ou une porte. Le logo employé par le rieur est lui-même dérivé d'une phrase du roman (I thought what I'd do was, I'd pretend I was one of those deaf-mutes). L'intrigue "Complex" de Ghost in the Shell mentionne par la suite plusieurs fois le roman de Salinger ou l'auteur lui-même.
Dans l'épisode 12 : Les fugueurs l'histoire que raconte Miki à Tachikoma concernant la petite fille et son poisson rouge est une référence directe à Salinger. En effet, D.B le frère d'Holden Caufield, principal protagoniste de L'Attrape-cœurs, est censé avoir écrit une nouvelle similaire dont Holden nous parle au tout début du roman. Enfin, toujours dans le même épisode, dans le cinéma les affiches portent le nom de Go see Bananafish. Or ce titre est un renvoi direct à la nouvelle Un Jour rêvé pour le poisson-banane (titre original : A perfect Day for Bananafish), première nouvelle du recueil des Nouvelles de Salinger.
Salinger est également mentionné lors de la confrontation finale dans la bibliothèque dont le dialogue est truffé d'une série de citations littéraires.

## Fiche technique
- Année : 2002 - 2003 (saison 1), 2004 - 2005 (saison 2)
- Réalisation : Kenji Kamiyama
- Character design : Makoto Shimomura (saison 1), Yakayuki Goto (saison 2), Tetsuya Nishio (saison 2)
- Mechanical design : Kenzi Teraoka, Shinobu Tsuneki
- Créateur original : Masamune Shirow
- Musique : Yōko Kanno
- Animation : Production I.G
- Licencié en France par : Beez Entertainment puis @anime
- Nombre d'épisodes : 26 + 26

## Épisodes

### Saison 1
On différencie les épisodes Stand Alone (SA) et Complex (C).
| No | Titre français                     | Titre japonais                          | Titre japonais                                                                              | Date de 1re diffusion |
| No | Titre français                     | Kanji                                   | Rōmaji                                                                                      | Date de 1re diffusion |
| --- | ---------------------------------- | --------------------------------------- | ------------------------------------------------------------------------------------------- | --------------------- |
| 1 | SA: Section 9                      | 公安9課 SECTION-9                       | Kōan Kyūka SECTION-9 (Sûreté Publique, Section 9)                                           | 1er octobre 2002      |
| La section 9 est appelée pour intervenir sur une prise d'otages dans une maison de Geishas. Plusieurs hommes politiques font partie des personnes retenues. Le chef Aramaki est informé que le Ministre des Affaires Etrangères était surveillé par l'armée. |                                    |                                         |                                                                                             |                       |
| 2 | SA: Révolte de l'au-delà           | 暴走の証明 TESTATION                    | Bōsō no Shōmei TESTATION (La preuve en fuite)                                               | 8 octobre 2002        |
| Un tank qui semble être sous le contrôle d'un hacker s'échappe de sa base, après avoir détruit deux autres véhicules. Il se dirige vers la ville. La Section 9 tente de l'arrêter avant qu'il ne cause d'autres dégâts. |                                    |                                         |                                                                                             |                       |
| 3 | SA: Androïde, mon amour            | ささやかな反乱 ANDROID AND I            | Sasayaka na Hanran ANDROID AND I (Une modeste rébellion)                                    | 15 octobre 2002       |
| Plusieurs robots d'ancienne génération, du modèle JERRY se suicident. La Section 9 découvre qu'ils ont été infectés par un virus. Ils remontent la piste du virus jusqu'au fils d'un diplomate étranger. |                                    |                                         |                                                                                             |                       |
| 4 | C: Le rire des intercepteurs       | 視覚素子は笑う INTERCEPTER              | Shikaku Soshi wa Warau INTERCEPTER (L'appareil visuel rira)                                 | 22 octobre 2002       |
| Togusa, membre de la Section 9, reçoit un appel d'un vieil ami policier travaillant sur l'affaire du Rieur. Il est tué sur la route peu après l'appel téléphonique. Obtenant des photos de la veuve aux obsèques, Togusa poursuit son investigation. On lui révèle que les photos ont bien été prises par un programme intercepteur, qui ne nécessite aucune caméra et permet de voir ce que voit la personne visée. L'équipe travaillant sur l'affaire du Rieur avait pour projet d'utiliser l'intercepteur sur leur principal suspect. |                                    |                                         |                                                                                             |                       |
| 5 | C: Le chant du rossignol mécanique | マネキドリは謡う DECOY                  | Manekidori wa Utau DECOY                                                                    | 29 octobre 2002       |
| Le chef Aramaki ordonne aux membres de la Section 9 de surveiller le principal suspect dans l'affaire du Rieur, nommé Ei Nanao. Ils espèrent l'attraper en flagrant délit. Lorsque Batou et Togusa reçoivent l'ordre d'arrêter leur suspect, ils ne trouvent dans l'appartement qu'un mannequin inanimé. |                                    |                                         |                                                                                             |                       |
| 6 | C: La sarabande des imitateurs     | 模倣者は踊る MEME                       | Mohōsha wa Odoru MEME (L'imitateur danse)                                                   | 5 novembre 2002       |
| Le suspect Nanao est assassiné. De nombreuses personnes présentes au rassemblement tentent à tour de rôle d'assassiner le général. Toutes ces personnes ne semblent avoir aucun lien entre elles. La Section 9 soupçonnait le virus de Nanao de les avoir infectées, mais une investigation plus poussée n'en montre aucune preuve. |                                    |                                         |                                                                                             |                       |
| 7 | SA: Les héros ne meurent jamais    | 偶像崇拝 IDOLATER                       | Gūzō Sūhai IDOLATER (L'idolâterie)                                                          | 12 novembre 2002      |
| Le leader révolutionnaire Sud-Américain Marcelo Jarti fait de nombreux voyages au Japon. Trafiquant de drogues international, plusieurs pays ont tenté en vain de l'assassiner. La Section 9 est chargée de vérifier l'identité de Jarti, soupçonnant que des doubles aient été pris pour cible auparavant. |                                    |                                         |                                                                                             |                       |
| 8 | SA: Cœurs à prendre                | 恵まれし者たち MISSING HEARTS           | Megumareshi Monotachi MISSING HEARTS (Ceux qui sont fortunés)                               | 19 novembre 2002      |
| La Section 9 enquête sur des vols d'organes. Ils remontent la piste jusqu'à des étudiants en médecine. |                                    |                                         |                                                                                             |                       |
| 9 | C: Chat ! Chat !                   | ネットの闇に棲む男 CHAT ! CHAT !        | Net no Yami ni Sumu Otoko CHAT ! CHAT ! (L'homme qui réside dans l'obscurité du net)        | 26 novembre 2002      |
| Le Major Kusanagi va sur le net en utilisant un avatar. Elle rejoint un groupe qui discute des agissements du Rieur. Au bout d'un moment, le Major ainsi qu'un des participants à la conversation sont éjectés du chat. Elle aperçoit l'avatar du Rieur avant d'être déconnectée. |                                    |                                         |                                                                                             |                       |
| 10 | SA: Projet Sunset                  | 密林航路にうってつけの日 JUNGLE CRUISE  | Mitsurin Kōro ni Uttetsuke no Hi JUNGLE CRUISE                                              | 3 décembre 2002       |
| Des meurtres commis par un tueur en série sont particulièrement sanglants. Les victimes sont des femmes, dont la peau a été écorchée comme pour former un t-shirt. La CIA soupçonne que le tueur est un ancien de la Navy, dont ils auraient perdu la trace. Batou semble connaître le suspect. |                                    |                                         |                                                                                             |                       |
| 11 | C: Grand frère                     | 亜成虫の森で PORTRAITZ                  | Aseichū no Mori de PORTRAITZ (Dans la forêt des imagos)                                     | 10 décembre 2002      |
| Le Ministère de la santé ayant été piraté, Togusa est envoyé dans un centre hospitalier qui s'occupe d'enfants atteints de problèmes au cybercerveau. C'est dans ce centre que la Section 9 a retracé l'origine de l'attaque. |                                    |                                         |                                                                                             |                       |
| 12 | SA: Les fugueurs                   | タチコマの家出 映画監督の夢 ESCAPE FROM | Tachikoma no Iede, Eiga Kantoku no Yume ESCAPE FROM                                         | 17 décembre 2002      |
| 13 | SA: La brigade du nouveau monde    | ≠テロリスト NOT EQUAL                   | Unequal Terrorist NOT EQUAL (Terroriste inégal)                                             | 24 décembre 2002      |
| Une jeune fille ayant reçu un cybercerveau d'une nouvelle technologie est kidnappée. Cependant une caméra repère une fille qui lui ressemble des dizaines d'années plus tard. La Section 9 est chargée de la retrouver, car l'ADN semble correspondre, même si son apparence n'a pas du tout changé malgré le temps passé. |                                    |                                         |                                                                                             |                       |
| 14 | SA: L'argent                       | 全自動資本主義 ¥€$                      | Zenjidō Shihonshugi ¥€$ (Capitalisme automatisé)                                            | 31 décembre 2002      |
| Des informations provenant de la province du Henan affirment qu'un groupe de criminels s'apprêtent à braquer une institution financière. Il s'agit en fait d'une diversion pour qu'un autre assassin puisse accomplir sa mission et tuer un mathématicien ayant fait fortune en bourse. |                                    |                                         |                                                                                             |                       |
| 15 | SA: Machines désirantes            | 機械たちの時間 MACHINES DESIRANTES      | Kikaitachi no Jikan MACHINES DESIRANTES (Le temps des machines)                             | 7 janvier 2003        |
| Le Major Kusanagi se rend compte que l'IA des Tachikoma a énormément progressé. Les machines commencent à se poser des questions existentielles. Le Major a des doutes quant à leur fiabilité sur le terrain. Elle informe Batou qu'elle n'utilisera plus les Tachikoma pour la Section 9. |                                    |                                         |                                                                                             |                       |
| 16 | SA: La faille du cœur              | 心の隙間 AG2O                           | Kokoro no Sukima AG2O                                                                       | 14 janvier 2003       |
| Des données auraient été volées sur une base navale. Un ancien boxeur devenu instructeur est soupçonné d'espionnage. Batou est envoyé en infiltration pour vérifier l'implication du boxeur, ainsi que découvrir qui est le commanditaire direct. |                                    |                                         |                                                                                             |                       |
| 17 | SA: La part des anges              | 未完成ラブロマンスの真相 ANGEL'S SHARE  | Mikansei Love Romance no Shinsō ANGEL'S SHARE (La vérité sur l'histoire d'amour incomplète) | 21 janvier 2003       |
| Le Chef Aramaki est à Londres pour rendre visite à une amie. Il est accompagné du Major. Ils sont pris en otages par deux malfaiteurs qui tentent d'obtenir des données à partir d'une banque de vins. La police sur place a pour ordre d'éliminer toutes les cibles. La banque de vins serait liée à des affaires de nettoyage d'argent sale. |                                    |                                         |                                                                                             |                       |
| 18 | SA: L'héritage                     | 暗殺の二重奏 LOST HERITAGE              | Ansatsu no Nijūsō LOST HERITAGE (Assassinat en duo)                                         | 28 janvier 2003       |
| Une menace d'assassinat plane sur un diplomate chinois, en visite au Japon. Le suspect principal est le fils d'un ancien ami du chef Aramaki. |                                    |                                         |                                                                                             |                       |
| 19 | SA: Sous un filet de camouflage    | 偽装網に抱かれて CAPTIVATED             | Gisō Ami ni Dakarete CAPTIVATED                                                             | 4 février 2003        |
| De nombreuses jeunes femmes ont été enlevées ces derniers jours. L'une d'elles est la fille d'un homme politique, qui a publiquement nié l'existence de telles abductions. À la tête de ces enlèvements, une ancienne espionne soviétique. |                                    |                                         |                                                                                             |                       |
| 20 | C: Le médicament dérobé            | 消された薬 RE-VIEW                      | Kesareta Kusuri RE-VIEW                                                                     | 11 février 2003       |
| Togusa utilise le livre de J. D. Salinger, L'Attrape-cœurs pour former une théorie concernant le Rieur. Avec l'aval du Major, il suit la piste d'un vaccin qui traite la sclérose des cybercerveaux. Il apprend que de nombreux hommes politiques, artistes et athlètes ont testé le traitement, alors que celui n'a pas été approuvé. Alors qu'il tient la preuve d'un complot du lobby des nanomachines, il se fait attaquer par un groupe d'intervention gouvernemental qui le blesse par balle.                                      |                                    |                                         |                                                                                             |                       |
| 21 | C: Eraser                          | 置き去りの軌跡 ERASER                   | Okizari no Kiseki ERASER (Les traces laissées)                                              | 18 février 2003       |
| A l'hôpital après sa blessure, Togusa est inconscient. La Section 9 plonge dans ses derniers souvenirs enregistrés pour connaître les événements précédant l'attaque. Ils remontent la piste de la fuite sur le vaccin. Il s'agit du Dr Imakurusu. La Section 9 tente de le récupérer avant que l'unité d'assaut n'arrive. Suivant une violente confrontation, le Major est blessée. Le Dr est également blessé par balle, tandis que Batou reçoit le dossier manquant par un homme qui serait le Rieur.                                 |                                    |                                         |                                                                                             |                       |
| 22 | C: Scandale                        | 疑獄 SCANDAL                            | Gigoku SCANDAL                                                                              | 25 février 2003       |
| La Section 9 arrête le responsable de l'attaque meurtrière. Le Chef Aramaki est informé que son frère a été arrêté pour possession de drogues. Pendant ce temps, le Major Kusanagi change d'enveloppe corporelle car très endommagée. |                                    |                                         |                                                                                             |                       |
| 23 | C: Équinoxe                        | 善悪の彼岸 EQUINOX                      | Zenaku no Higan EQUINOX (Au-delà du bien et du mal)                                         | 4 mars 2003           |
| Le Rieur kidnappe à nouveau Serano, le PDG du groupe Serano, comme il l'avait fait 6 ans auparavant. Alors qu'ils reparlent des événements qui se sont déroulés la première fois, la Section 9 découvre que la médiatisation du Rieur a été créée de toutes pièces afin de manipuler l'opinion et les marchés. À la fin de l'épisode, il est révélé que le Major s'est déguisée comme le Rieur afin de confirmer les liens entre Serano et le Secrétaire Général Yakushima.                                                              |                                    |                                         |                                                                                             |                       |
| 24 | C: Annihilation                    | 孤城落日 ANNIHILATION                   | Kojō Rakujitsu ANNIHILATION                                                                 | 11 mars 2003          |
| Une vidéo révélée par la presse montre que la Section 9 est impliquée dans l'enlèvement de Serano. Le gouvernement décide donc de démanteler la Section 9 par la force, en utilisant une unité d'intervention spéciale, composée d'agents en armure cybernétique. Ils prennent d'assaut les bâtiments de la Section 9. Le chef Aramaki ordonne à ses hommes de survivre avant d'être arrêté, tout comme Togusa. |                                    |                                         |                                                                                             |                       |
| 25 | C: Barrage                         | 硝煙弾雨 BARRAGE                        | Shōen Dan'u BARRAGE (Fumée de poudre et pluie de balles)                                    | 18 mars 2003          |
| Alors que le Chef Aramaki tente de négocier la survie de ses hommes, les membres de son équipe sont capturés les uns après les autres. 3 des Tachikoma restants décident de se réunir et de sauver Batou, après avoir pris connaissance de l'attaque de la Section 9 aux infos. Le Major reçoit une balle de sniper alors qu'elle s'apprête à monter dans un avion. |                                    |                                         |                                                                                             |                       |
| 26 | C: Stand Alone Complex             | 公安9課，再び STAND ALONE COMPLEX       | Kōan Kyūka, Futatabi STAND ALONE COMPLEX (Section 9, à nouveau)                             | 25 mars 2003          |
| Après plusieurs mois, Togusa est rappelé par Batou qui l'emmène aux nouveaux locaux de la Section 9. On lui révèle que tout s'est déroulé selon le plan du Chef Aramaki, et que le Major est toujours en vie. Elle rencontre le véritable Rieur. Aramaki lui propose un poste au sein de la Section 9, qu'il refuse. L'affaire du Rieur et de Yakushima est révélée. L'équipe d'Aramaki reprend le travail. |                                    |                                         |                                                                                             |                       |